# Monomma rufipes zumpti
Monomma rufipes zumpti es una subespecie de coleóptero de la familia Monommatidae.

## Distribución geográfica
Habita en Botsuana.